# المحل (حفاش)

تعديل مصدري - تعديل

المحل هي إحدى قرى عزلة الملاحنة بمديرية حفاش التابعة لمحافظة المحويت، بلغ تعداد سكانها 800 نسمة حسب تعداد اليمن لعام 2024.